# Katharina Bianca Mayrhofer
Katharina Bianca Mayrhofer (geboren 1988 in Nürnberg) ist eine österreichische Theaterregisseurin. Neben dem Sprechtheater inszeniert sie Audioperformances.

## Leben und Wirken
Katharina Bianca Mayrhofer wuchs in Deutschland und in den USA auf. Nach einem Studium der Theater- und Medienwissenschaften von 2008 bis 2011 an der Friedrich-Alexander-Universität Erlangen-Nürnberg bewarb sie sich an der Otto-Falckenberg-Schule in München, wo sie von 2012 bis 2016 das Fach Regie studierte.
Bereits im ersten Studienjahr inszenierte sie das Stück Amerika des Schweizer Autors Gerhard Meister mit dem Jungen Ensemble des Stadttheaters Fürth, das dort 2012 die deutsche Erstaufführung hatte. In seiner Schauspielkritik für Die Deutsche Bühne schrieb Martin Bürkl über ihr Regiedebüt: „Sie lässt tolle Einfälle konsequent ausagieren [...] die Otto-Falckenberg-Schule hat eine ziemlich fortgeschrittene neue Studentin und diese macht politisch relevantes Theater. Das ist sehr gut so“. Mayrhofer beendete ihr Studium mit der Regie des Stücks Das Pulverfass von Dejan Dukovski, das sie mit einem Frauenensemble in den Münchner Kammerspielen aufführte.
Ab 2017 war sie als Regieassistentin am Kinder- und Jugendtheater Schauburg in München fest engagiert. Auf der Bühne der Schauburg setzte sie 2018 die mehr als dreistündige Revue Künstlersalon, den der Dichter und Radiomacher Peter Paul Althaus 1967 als Künstlerversammlung initiiert hatte, als Radioshow in Szene, die auch auf dem Münchner Sender Lora als tatsächliche Radiosendung zu hören war.
Seit 2018 ist sie als Regisseurin mit dem Schwerpunkt „Theater für junges Publikum“ tätig. Am Volkstheater Rostock inszenierte sie die Kinderoper Schaf. Für die Schauburg München inszenierte sie die deutschsprachige Erstaufführung des Theaterstücks Ich hab noch nie der deutsch-norwegischen Autorin Nelly Winterhalder.
Seit 2020 entwickelt Katharina Mayrhofer zudem digitale Theaterformate. Mit „digital vermitteln“ gründete sie die digitale Vermittlungssparte der Schauburg München, ein Projekt, das von der Kulturstiftung des Bundes im Rahmen von „DiveIn“ gefördert wurde.
Katharina Bianca Mayrhofer arbeitet zudem als Dramaturgin und Übersetzerin.

## Inszenierungen
- 2011: Wondermart (Autor: Silvia Mercuriali und Matt Rudking), Übersetzung aus dem Englischen und Regie der deutschen Version der Audioperformance, ARENA der jungen Künste, Erlangen
- 2012: Amerika (Autor: Gerhard Meister), deutsche Erstaufführung am Stadttheater Fürth
- 2014: The Bubble, Audioperformance, Tollwood-Winterfestival, München
- 2015: Spuk im Gasteig, Szenisches Orgelkonzert für Kinder, Philharmonie im Gasteig, München
- 2015: Der Bus (Autor: Lukas Bärfuss), Münchner Kammerspiele
- 2016: Das Pulverfass (Autor: Dejan Dukovski), Münchner Kammerspiele
- 2018: Künstlersalon, Revue, Schauburg München
- 2018: Unterm Kindergarten (Autor: Eirik Fauske), Schauburg München
- 2021: Ich hab noch nie (Autorin: Nelly Winterhalder), Schauburg München
- 2021: Schaf (Flora Verbrugge, Sophie Kassies), Volkstheater Rostock
- 2022: Tatort Schauburg, Schauburg München
- 2022: Oh, wie schön ist Panama! (nach Janosch), Stadttheater Ingolstadt